# Десслох, Отто
Отто Десслох (нем. Otto Deßloch; 11 июня 1889, Бамберг, Бавария — 13 мая 1977, Мюнхен) — немецкий лётчик периода Первой мировой войны, военачальник времён нацистской Германии, генерал-полковник Люфтваффе (1944). Кавалер Рыцарского креста Железного креста с дубовыми листьями (1944).

## Биография
Участник Первой мировой войны, лётчик-истребитель. 13 октября 1916 года совершил вынужденную посадку на территории Швейцарии и был интернирован, в январе 1917 года освобождён.
В апреле—сентябре 1919 года командовал добровольческим авиационным батальоном «Десслох» в составе фрайкора фон Эппа. Участник боёв в Баварии.
После демобилизации армии оставлен в рейхсвере. С апреля 1926 по февраль 1927 года проходил обучение на секретных авиакурсах в Берлине и в СССР. С созданием тайных ВВС 1 декабря 1933 года назначен начальником лётной школы и авиабазы в Котбусе. С 1 апреля 1935 года — начальник авиационных школ люфтваффе. С 1 октября 1935 года — командир 155-й авиагруппы (Ансбах), с 12 марта 1936 года — 155-й, с 1 октября 1936 года — 158-й бомбардировочной эскадры. С 1 февраля 1939 года — командир 6-й авиационной дивизии (до 1 апреля 1939 года — 32-я авиационная дивизия) во Франкфурте-на-Майне.
В конце Польской кампании 3 октября 1939 года назначен командиром 2-го зенитного корпуса, которым командовал во время Французской компании (по итогам которой награждён рыцарским крестом) и кампанией на Восточном фронте. Одновременно с 25 ноября 1942 года по 13 сентября 1943 года возглавлял командование Люфтваффе «Кавказ», а в феврале—марте 1943 года — командование Люфтваффе «Кубань».
С 26 марта по 3 сентября 1943 года — начальник штаба 4-го воздушного флота, 4 сентября возглавил этот флот. Наибольшего успеха достиг в 1944 году в боях под Тернополем при поддержке группы армий «Юг», за которые награждён Дубовыми листьями к Рыцарскому кресту.
С 23 августа по 22 сентября 1944 года — командующий 3-м, с 28 сентября 1944 года — вновь командующий 4-м воздушным флотом (с 21 апреля 1945 года — 4-е командование ВВС). Действовал на Балканах, в Венгрии и Словакии. С 27 апреля 1945 года — командующий 6-м воздушным флотом.
8 мая 1945 года сдался в плен англо-американским войскам. Освобождён в 1948 году.

## Военная карьера
- 3 марта 1911 — фенрих
- 28 октября 1912 — лейтенант
- 16 марта 1916 года — обер-лейтенант
- 1 июля 1921 — гауптман
- 1 июня 1932 — майор
- 1 октября 1934 — оберст-лейтенант
- 1 апреля 1936 — оберст
- 1 января 1939 — генерал-майор
- 19 июля 1940 — генерал-лейтенант
- 1 января 1942 — генерал авиации
- 1 марта 1944 — генерал-полковник.

## Награды
- Медаль принца-регента Луитпольда (Королевство Бавария)

### Первая мировая война
- Железный крест
  - 2-го класса (20 августа 1914)
  - 1-го класса (29 сентября 1915)
- Почётный кубок для победителя в воздушном бою
- Нагрудный знак наблюдателя (Бавария) (1 февраля 1915)
- Орден «За военные заслуги» (Бавария) 4-го класса с мечами и короной
  - орден с мечами (19 апреля 1915)
  - орден с короной и мечами (9 ноября 1917)
- Нагрудный знак пилота (Бавария) (8 августа 1916)
- Нагрудный знак «За ранение», чёрный (15 мая 1918)

### Межвоенный период
- Почётный крест Первой мировой войны с мечами
- Медаль «За выслугу лет в вермахте» 4-го, 3-го, 2-го и 1-го класса (25 лет)
- Медаль «В память 13 марта 1938 года»
- Знак «Лётчик-наблюдатель» в золоте с бриллиантами

### Вторая мировая война
- Пряжка к Железному кресту
  - 2-го класса (13 мая 1940)
  - 1-го класса (24 мая 1940)
- Рыцарский крест Железного креста с дубовыми листьями
  - Рыцарский крест (№ 74; 24 июня 1940)
  - Дубовые листья (№ 470; 10 мая 1944)
- Почётный Кубок люфтваффе
- Медаль «За зимнюю кампанию на Востоке 1941/42»
- Нагрудный знак пилота (Румыния)
- Орден «Доблестный авиатор», командорский крест (Румыния)
- 4 раза отмечен в ежедневном докладе «Вермахтберихт»